# 90 минут на небесах
«90 минут на небесах» (англ. 90 Minutes in Heaven) — американская христианская драма режиссёра Майкла Полиша. Фильм основан на одноимённом романе-бестселлере 2004 года. Компания Giving Films намеревалась пожертвовать всю прибыль от фильма на благотворительность, но не смогла это осуществить, так как фильм провалился в прокате.
Фильм был выпущен на DVD и Blu-ray 1 декабря 2015 года.

## Сюжет
Дон Пайпер попадает в ужасную автокатастрофу, в которой его признают погибшим на месте. Девяносто минут спустя его доставляют в больницу, где он возвращается к жизни и утверждает, что видел небеса и встретился с умершими родственниками.

## В ролях
- Хейден Кристенсен — Дон Пайпер
- Кейт Босуорт — Ева Пайпер
- Дуайт Йокам — юрист Бомонт
- Фред Томпсон — Джей Б. Перкинс
- Майкл Уитакер Смит — Клифф Макардл
- Майкл Хардинг — Дик Онакеркер
- Рода Гриффис — Мэри Нелл

## Съёмки
Съёмки фильма начались в январе 2015 года и завершились 8 марта того же года.

## Критика
Фильм получил негативные отзывы кинокритиков. На сайте Rotten Tomatoes фильм имеет рейтинг 26 % на основе 23 рецензии со средним баллом 4,6 из 10. На сайте Metacritic фильм имеет оценку 28 из 100 на основе 9 рецензий критиков, что соответствует статусу «в целом неблагоприятные отзывы».